# Selo pri Zagorici
Selo pri Zagorici je naselje u slovenskoj Općini Mirnoj Peči. Selo pri Zagorici se nalazi u pokrajini Dolenjskoj i statističkoj regiji Jugoistočnoj Sloveniji. 

## Stanovništvo
Prema popisu stanovništva iz 2002. godine naselje je imalo 42 stanovnika.